# Aage Falking
Aage Falking, danski general, * 9. junij 1883, † 1977.
Falking je bil: poveljnik arzenala danske kopenske vojske (1932–36), načelnik Pisarnega glavnega generala za oskrbo s strelivom (1936–41), glavni general za oskrbo s strelivom in vodja Tehniškega korpusa (1941–51). Upokojil se je leta 1951.